# Eppelsberg
Der Eppelsberg bei Nickenich ist ein typischer Schlackenkegel-Vulkan der Osteifel, der vor ca. 230.000 Jahren aktiv war. Die Ablagerungen, aus denen der Eppelsberg aufgebaut ist, stammen aus fünf Ausbruchsphasen. Der Vulkan steht im aktiven Abbau, wodurch die einzelnen Ablagerungsschichten sichtbar und eine bis zu 70 Meter hohe Wand freigelegt wurde. 

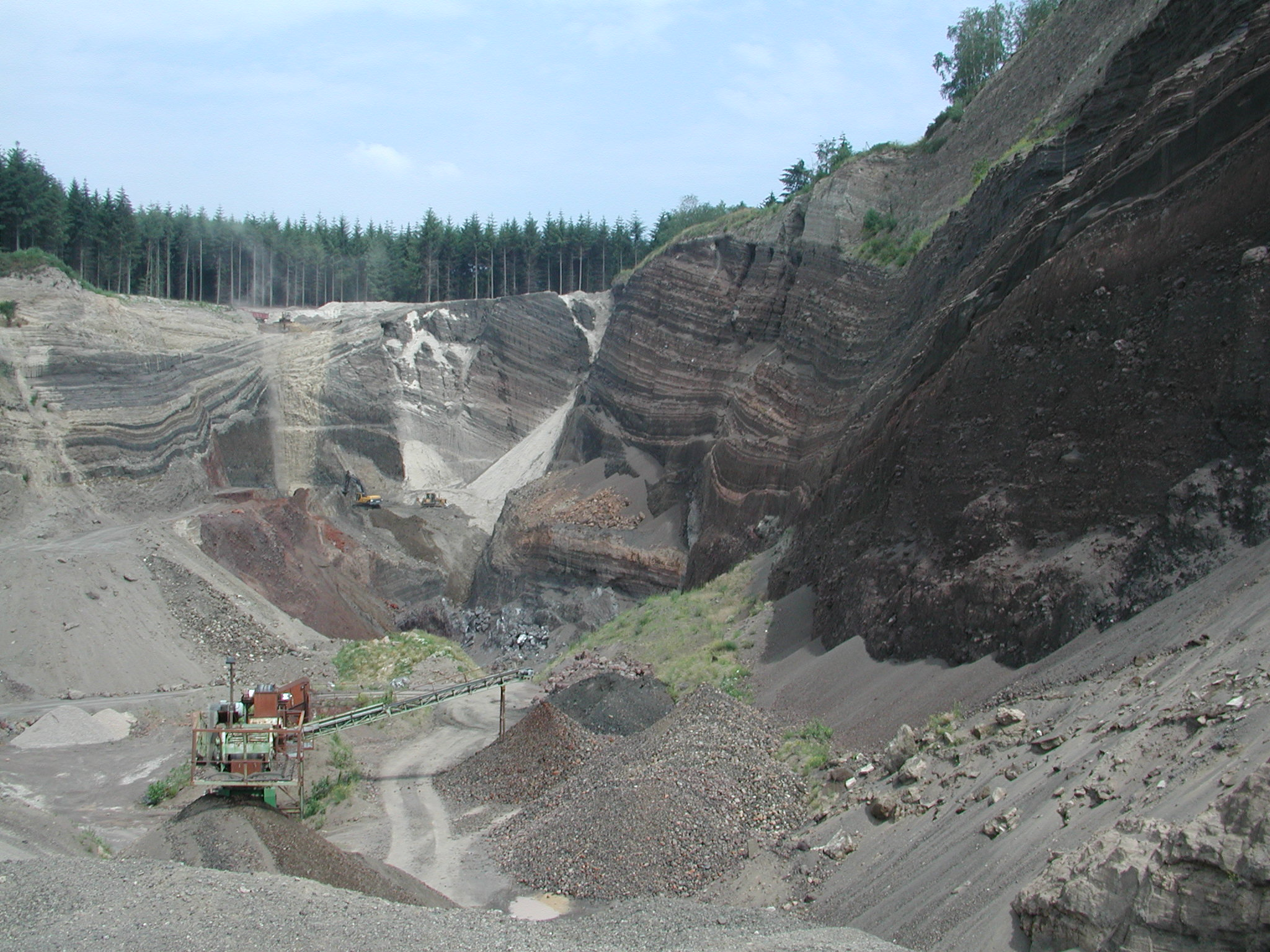
Eppelsberg 2006

## Entstehung

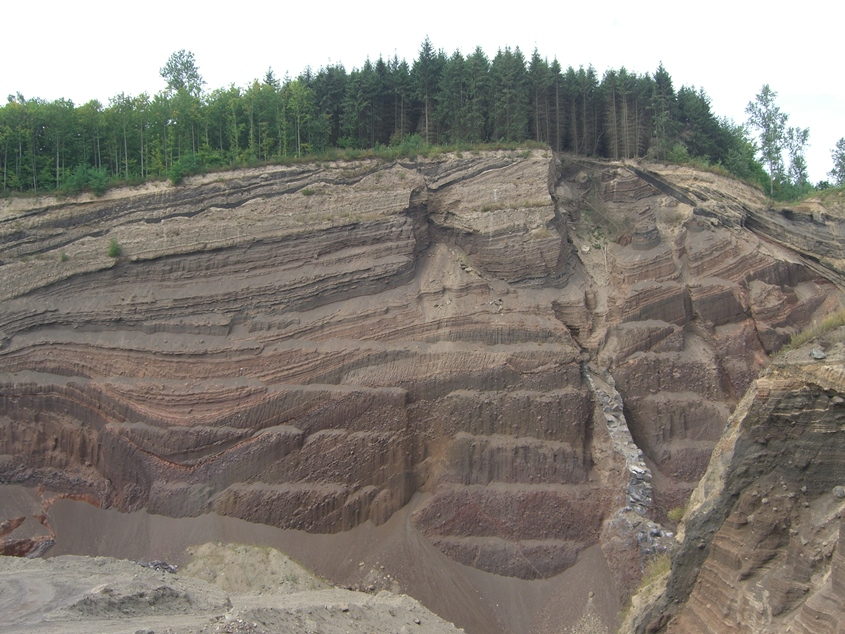
Eine Abbauwand des Eppelsbergs, im rechten Drittel des Bildes ist ein Lavagang sichtbar

Vor ca. 230.000 Jahren trafen Magma und Wasser dicht unter der Erdoberfläche aufeinander und lösten eine gewaltige Wasserdampf-Explosion aus. Das Magma wurde mitsamt dem umgebenden Grundgebirge zertrümmert und in einer Eruptionssäule senkrecht herausgeschleudert. Parallel entwichen glühend heiße Bodenwolken. Ein Maar entstand. Es bestand aus einem tiefen Krater, umgeben von einem mächtigen Wall aus lockerem Gestein. In den tieferen Stellen des Steinbruchs ist der Wall in Form von braunen, horizontal geschichteten Ablagerungen noch erkennbar.
Es folgte eine längere, wahrscheinlich mehrere Jahrzehnte andauernde, vulkanische Ruhephase. Der Krater füllte sich mit Wasser und es wuchs eine Vegetation heran.
Nach dieser Ruhephase kam es zu einer phreatomagmatischen Eruption, einem zweiten Maarausbruch. Dies führte zu hellen Ablagerungen, einem schmalen Tuffring. Darin enthaltene Blattabdrücke und Astlöcher zeugen von der damaligen Vegetation.
Es folgte die Hauptausbruchsphase, in der der eigentliche Schlackenkegel des Eppelsberg-Vulkans entstand. Das Wasser versiegte und gasreiches Magma konnte ungehindert zur Erdoberfläche aufsteigen. Die darin enthaltenen gelösten Gase dehnten sich nahe der Erdoberfläche aus und führten zu einem explosiven Ausbruch, einer magmatischen Eruption: Die Gasblasen zerplatzten und schleuderten das zerrissene Magma in Lavafetzen und -fontänen aus dem Schlot. In der Luft erstarrten sie zu Lavaschlacken und bauten nach und nach den mächtigen Schlackenwall des Vulkans auf.
Nach einer weiteren, kurzen Ruhephase von mehreren Tagen bis Wochen kam es zu weiteren Eruptionsintervallen. Es entstand das sogenannte „Schwarze Band“ oder „Lapilliband“, eine Ablagerungsschicht aus 14 Lagen feiner Partikel der Korngrößen Lapilli und Aschen (bis zu 64 mm).
Über dem „Schwarzen Band“ liegt eine Abfolge von schmaleren Bändern unterschiedlicher Farben, die sogenannten „Bunten Schichten“. Diese auffälligen Ablagerungen entstanden in der letzten Ausbruchsphase in vier aufeinanderfolgenden Ausbruchsintervallen.
Nachdem der Eppelsberg-Vulkan seine Aktivitäten eingestellt hatte, entwickelte sich auf seinen Hängen eine Vegetation u. a. von Eichen, Kiefern und Adlerfarnen. Das Wurzelwerk der Bäume reichte bis in die Ablagerungen der „Bunten Schichten“. Jahrhunderte später brachen erneut Vulkane in der näheren Umgebung aus, deren Bodenwolken die Vegetation zerstörten und überdeckten. Erhalten geblieben sind größtenteils Negativabdrücke, Hohlräume der Baumstämme und Äste. Die Höhlungen werden heute von Felsenbrütern wie Dohle, Turmfalke und Hausrotschwanz zum Nisten genutzt.
Durch den Ausbruch des Laacher See-Vulkans vor ca. 12.900 Jahren wurde der gesamte Eppelsberg-Vulkan mit seinen Fremdablagerungen von einer Bimsschicht bedeckt.

## Besonderheiten
Ein unverkennbares Merkmal des Eppelsbergs ist eine Kraterdiskordanz, eine treppenartige Rutschung: entlang der Kraterdiskordanz ist der ältere Teil des Vulkans in den Kraterbereich der nächsten Schlackenkegelphase abgesackt.

## Forschung
Im Rahmen der Vulkanpark-Forschungen wurde der Eppelsberg-Vulkan von Mitarbeitern des Forschungsbereichs Vulkanologie, Archäologie und Technikgeschichte (VAT) in Mayen, einer Außenstelle des Römisch-Germanischen-Zentralmuseums Mainz, untersucht. Seit 2007 vermaßen das Institut für Raumbezogene Informations- und Messtechnik i3mainz der Fachhochschule Mainz und Guido Heinz in mehreren Schritten mit Hilfe eines 3D-Laserscanners den Schlackenkegel.

## Steinabbau

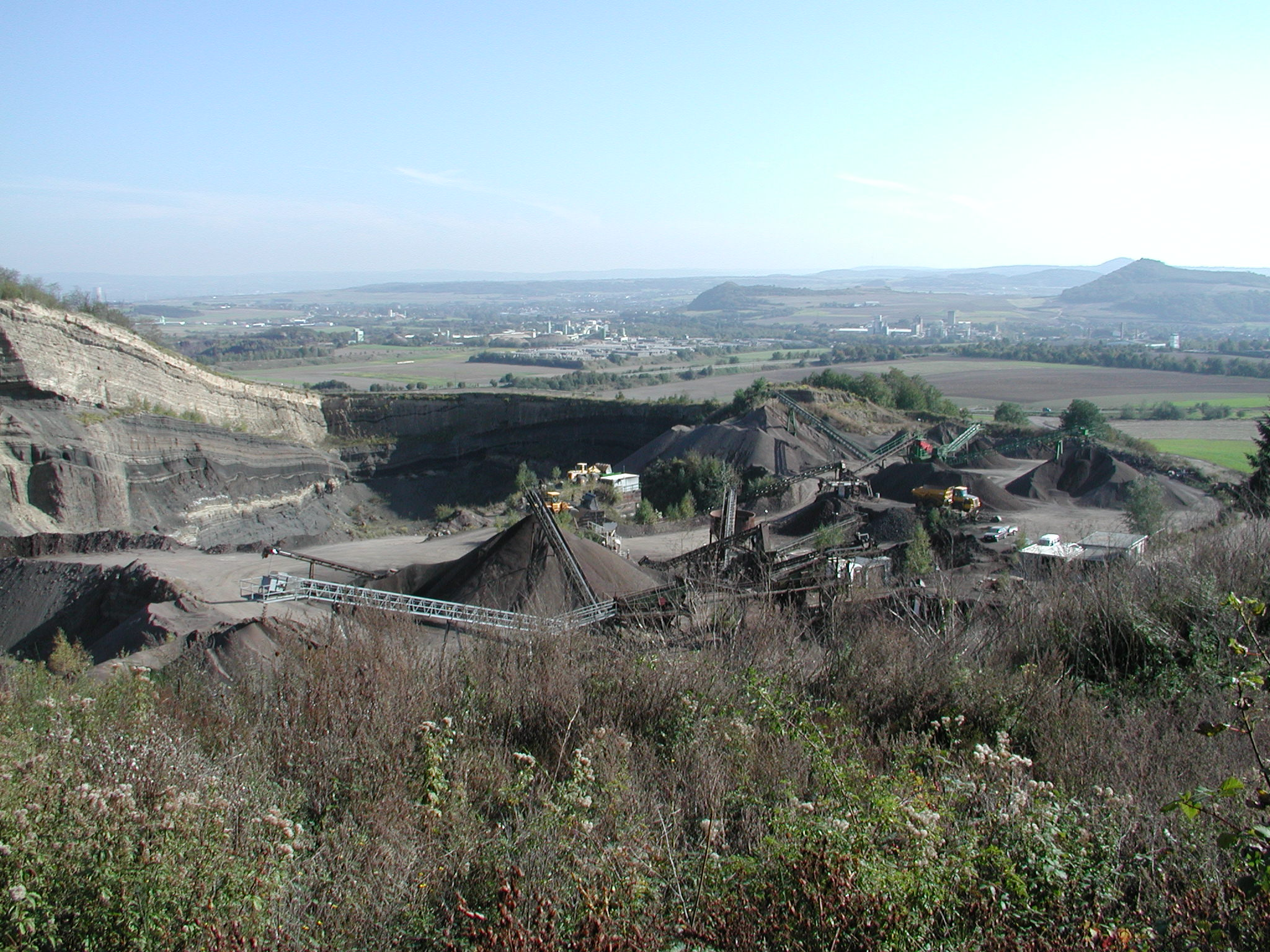
Eppelsberg, Abbauhalden

Ein Großteil des Vulkans Eppelsberg ist durch den modernen Steinabbau abgetragen. Seit den 80er Jahren wird der Steinbruch von der AG für Steinindustrie betrieben.
Splitt aus dem westlichen Steinbruchbereich (heute bewaldet) wurde um 1975 beim Bau der A61 verwendet. Heutzutage erfährt das Material eine vielseitige Verwendung. Nachdem es in Brechanlagen zerkleinert und in Sieb- und Sortieranlagen nach Korngröße getrennt wurde, wird es z. B. in der Leichtbetonindustrie, im Wegebau und in Kläranlagen eingesetzt. Auch als Streugut auf winterlichen Straßen wird das umweltfreundliche salzfreie Granulat eingesetzt.

## Tourismus
Der Eppelsberg-Vulkan ist ein Landschaftsdenkmal des Vulkanparks. Aufgrund der aktuellen Abbautätigkeit verändert sich das Bild des Vulkans ständig und auch der Zugang zur Aussichtsplattform ist nur eingeschränkt möglich. Stand Januar 2015 ist der Zugang zur Aussichtsplattform nur über einen Wanderweg, den Traumpfad „Pellenzer Seepfad“ erreichbar.